# Memorial Marco Pantani
Memorial Marco Pantani er et italiensk endagsløb i landevejscykling som arrangeres hvert år i oktober. Løbet er blevet arrangeret siden 2004. Løbet er af UCI klassificeret som 1.1 og er en del af UCI Europe Tour.
Løbet blev dannet til minde om den tidligere store cykelrytter Marco Pantani. Han er blandt de få cykelryttere som vandt Tour de France og Giro d'Italia i samme sæson. I 2004 døde han af en overdose kokain efter at have været ude af form i nogle år. 

## Vindere
| År   | Vinder            | Toer              | Treer                 |        |
| ---- | ----------------- | ----------------- | --------------------- | ------ |
| 2004 | Damiano Cunego    | Franco Pellizotti | Luca Mazzanti         |        |
| 2005 | Gilberto Simoni   | Luca Mazzanti     | Emanuele Sella        |        |
| 2006 | Daniele Bennati   | Luca Mazzanti     | Ruslan Pidhornyj      |        |
| 2007 | Franco Pellizotti | Luca Mazzanti     | Pasquale Muto         |        |
| 2008 | Enrico Rossi      | Damiano Cunego    | Ruslan Pidhornyj      |        |
| 2009 | Roberto Ferrari   | Giovanni Visconti | Valerio Agnoli        |        |
| 2010 | Elia Viviani      | José Serpa        | Manuel Belletti       |        |
| 2011 | Fabio Taborre     | Davide Rebellin   | Daniel Martin         |        |
| 2012 | Fabio Felline     | Elia Viviani      | Giovanni Visconti     |        |
| 2013 | Sacha Modolo      | Enrico Rossi      | Andrea Piechele       |        |
| 2014 | Sonny Colbrelli   | Grega Bole        | Fabio Chinello        |        |
| 2015 | Diego Ulissi      | Giovanni Visconti | Vincenzo Nibali       |        |
| 2016 | Francesco Gavazzi | Matteo Busato     | Paolo Totò            |        |
| 2017 | Marco Zamparella  | Diego Ulissi      | Egan Bernal           |        |
| 2018 | Davide Ballerini  | David Gaudu       | Francesco Gavazzi     |        |
| 2019 | Aleksej Lutsenko  | Diego Rosa        | Guillaume Martin      |        |
| 2020 | Fabio Felline     | Ethan Hayter      | Aljaksandr Rabusjenka |        |
| 2021 | Sonny Colbrelli   | Vincenzo Albanese | Alex Aranburu         |        |
| 2022 | aflyst            | aflyst            | aflyst                | aflyst |
| 2023 | Aleksej Lutsenko  | Marc Hirschi      | Pavel Sivakov         |        |
| 2024 | Marc Hirschi      | Lorenzo Milesi    | Vincenzo Albanese     |        |
| 2025 |                   |                   |                       |        |